# Independence (Kentucky)
Independence es una ciudad ubicada en el condado de Kenton en el estado estadounidense de Kentucky. En el Censo de 2010 tenía una población de 24757 habitantes y una densidad poblacional de 540,19 personas por km².

## Geografía
Independence se encuentra ubicada en las coordenadas 38°57′14″N 84°32′58″O / 38.95389, -84.54944. Según la Oficina del Censo de los Estados Unidos, Independence tiene una superficie total de 45.83 km², de la cual 45.16 km² corresponden a tierra firme y (1.45%) 0.67 km² es agua.

## Demografía
Según el censo de 2010, había 24757 personas residiendo en Independence. La densidad de población era de 540,19 hab./km². De los 24757 habitantes, Independence estaba compuesto por el 95.29% blancos, el 1.69% eran afroamericanos, el 0.16% eran amerindios, el 0.82% eran asiáticos, el 0.06% eran isleños del Pacífico, el 0.55% eran de otras razas y el 1.44% pertenecían a dos o más razas. Del total de la población el 1.81% eran hispanos o latinos de cualquier raza.